# Torpedo Sportpalats
Torpedo Sportpalats (fram till 2009 - "Sportpalats Autodiesel") är en isstadion i Jaroslavl, Ryssland.
Isstadionet byggdes i mitten av 1960-talet och renoverades 1980-talet. Innan bygget av Lokomotiv Arena 2000 2001 var det hemmaarena för stadens ishockeylag och är nu hemmaplan för farmarlaget "Lokomotiv-2".
Arenan var tillsammans med Lokomotiv Arena 2000 värd för U18-VM 2003.